# Marcos Pontes
Marcos Cesar Pontes (* 11. März 1963 in Bauru, Bundesstaat São Paulo, Brasilien) ist der erste und bislang einzige brasilianische Raumfahrer. Vom 1. Januar 2019 bis 30. März 2022 war er Wissenschaftsminister Brasiliens.

## Biografie
Marcos stammt aus Bauru, der Hauptstadt der gleichnamigen Gemeinde im Bundesstaat São Paulo. Sein Vater Virgílio arbeitete beim staatlichen Kaffeeinstitut IBC (Instituto Brasileiro do Café) und ist inzwischen im Ruhestand. Seine Mutter Zuleika war Angestellte der heute privaten Eisenbahngesellschaft RFFSA (Rede Ferroviária Federal Sociedade Anônima) und verstarb im Juni 2002. Seine älteren Geschwister Luiz Carlos und Rosa Maria leben noch heute in Bauru.
Nach eigenem Bekunden verbrachte Marcos in Bauru eine unbeschwerte Kindheit. Während seine Eltern arbeiten waren, passte seine Schwester auf ihn auf. Er lernte früh, auf eigenen Beinen zu stehen. Nach der Grundschulzeit musste er selbst das Geld verdienen, um das Abitur zu machen. Tagsüber arbeitete er als Lehrling bei der RFFSA, ließ sich zum Elektriker ausbilden, und abends lernte er am „Colégio Técnico Liceu Noroeste“. Nach drei Jahren erlangte er 1980 das Abitur.
Danach besuchte er ab Februar 1981 die brasilianische Luftwaffenakademie AFA (Academia da Força Aérea) in Pirassununga (Bundesstaat São Paulo). Neben dem Studium machte er dort eine Pilotenausbildung. 1984 konnte er beides erfolgreich abschließen: er machte einen Bachelor in Luftfahrttechnik und erhielt seine Fluglizenz.
Nach einem einjährigen Aufbaukurs am Centro de Aplicações Táticas e Recompletamento de Equipagens (CATRE) in Natal (Bundesstaat Rio Grande do Norte) kam Pontes 1986 zur Fliegergruppe 3/10 nach Santa Maria (Rio Grande do Sul). Er wurde dem Jagdgeschwader „Centauro“ zugeteilt. Drei Jahre lang vervollkommnete er dort sein fliegerisches Können, bis er sich ab Februar 1989 für die Aufnahmeprüfung am angesehenen Instituto Tecnológico de Aeronáutica (ITA) vorbereitete. Die kleine Familie – sein Sohn war inzwischen geboren – zog dazu nach São José dos Campos (São Paulo). Im Dezember bestand er die schwere Prüfung und setzte danach sein Studium fort, das er fünf Jahre zuvor hatte ruhen lassen. Am Centro Tecnológico de Aeronáutica (CTA) belegte er das Fach Luftfahrttechnik, das er 1993 mit einem weiteren Bachelor abschloss.
Stets nach neuen Herausforderungen suchend, gelang es ihm im letzten Jahr am CTA, einen der wenigen Plätze des Testpilotenkurses zu bekommen. Es war für Pontes die beste Gelegenheit, die hauptsächlich theoretischen Fächer mit der Praxis zu verbinden. Die Testpilotenschule AEV (Divisão de Ensaios em Vôo) gehört zum Luft- und Raumfahrtinstitut (Instituto de Aeronáutica e Espaço) des CTA und ist landesweit die einzige ihrer Art. Er erlernte nicht nur den Umgang an Maschinen der Typen F-15 „Eagle“, F-16 „Fighting Falcon“, F/A-18 „Hornet“, F-5E „Tiger II“ und MiG-29 „Fulcrum“, sondern er war auch an den Tests der brasilianischen Kurzstrecken-Luft-Luft-Rakete MAA-1 „Piranha“ beteiligt gewesen.
1996 zog Marcos Pontes in die Vereinigten Staaten. Die ganze Familie Pontes – Marcos, seine Frau, die beiden Kinder und der Familienhund – flog mit fünf Koffern im Gepäck zunächst nach Los Angeles und dann weiter nach Monterey. Marcos war einer der jährlich rund 800 Studenten, die in die kalifornische Küstenstadt Monterey kommen und die Naval Postgraduate School (NPS) besuchen. Er studierte vier Semester Systemtechnik und legte im Sommer 1998 an der NPS die Prüfung zum Master ab. Er war so gut, dass man im vorschlug, noch seinen Doktor zu machen.

## Raumfahrertätigkeit
1997 entschloss sich Brasilien zu einer Beteiligung an der Internationalen Raumstation (ISS). Inhalt des Regierungsabkommens in Höhe von 120 Millionen US-Dollar waren Entwicklung und Bau einiger Experimente sowie der Flug eines Brasilianers zur ISS.
Da Brasilien kein eigenes bemanntes Raumfahrtprogramm unterhält, vereinbarte die brasilianische Raumfahrtbehörde AEB (Agência Espacial Brasileira) mit der NASA ein Kooperationsabkommen zwecks Auswahl, Ausbildung und Flug. Die AEB startete einen landesweiten Aufruf. Alle Interessenten, die die NASA-Qualifikationen für Missionsspezialisten erfüllten und ihr Land im All vertreten wollten, sollten sich bewerben. Die Bewerber mussten zwischen 25 und 45 Jahren alt sein, ausgebildete Militärpiloten sein oder ein abgeschlossenes Luftfahrtstudium vorweisen können. Weiterhin war Voraussetzung, Englisch in Schrift und Sprache fließend zu beherrschen. Anmeldeschluss war der 22. Mai 1998. Nach der ersten Sichtung blieben 40 Bewerber übrig, von denen es fünf – alles Militärpiloten – in die Endrunde schafften (Jose Augusto Carvalho Benoliel, Wander Almodovar Golfetto, Mozart Marques Louzada, Luiz Alberto Cocentino Munaretto und dem damals 35-jährigen Luftwaffenhauptmann Marcos Cesar Pontes). Nach den obligatorischen medizinischen Tests und einem in englischer Sprache geführten Bewerbungsgespräch wurde Pontes im Juni 1998 ausgewählt.
Zusammen mit vier Kollegen von der ESA und einem Kanadier verstärkte Pontes die 17. Astronautengruppe der NASA. Das gesamte 31 Personen umfassende Kader begann im August 1998 am Johnson Space Center in Houston (Texas) die zweijährige Grundausbildung.
Bereits während des Basistrainings nahm Pontes wichtige Funktionen innerhalb des Astronautenbüros wahr. Ab 1999 war er die nächsten drei Jahre für die Integrationstests neuer Bauteile für die ISS verantwortlich. Dann kümmerte er sich um die Computerprogramme der Station: zunächst betreute er das Betriebssystem (2000–2001), dann hatte er dafür zu sorgen, dass Programmfehler entfernt wurden (2001–2002). Danach überwachte er die Entwicklungsarbeiten des Zentrifugenmoduls (CAM), der Logistikmodule sowie die Solarzellenträger. Seit 2003 ist er Ansprechpartner für das japanische Modul Kibō und den Verbindungsknoten Harmony.
Ursprünglich war Pontes in Aussicht gestellt worden, etwa um 2001 oder 2002 an Bord eines Shuttles zur ISS fliegen zu können. Doch Budgetkürzungen, die die NASA zwangen, die ISS nicht so häufig wie erwartet ansteuern zu können, sowie die brasilianische Ausrüstung, die nicht rechtzeitig fertig wurde, machten Verschiebungen unumgänglich. Schließlich war es das Columbia-Unglück Anfang Februar 2003 und die Aussetzung weiterer Raumfährenflüge, die einen Start für Pontes mit den Amerikanern in absehbarer Zukunft aussichtslos werden ließ.
Seit einem Arbeitsbesuch im Frühjahr 2005, den Vertreter der russischen Raumfahrtbehörde Roskosmos ihren brasilianischen Kollegen abstatteten, wurde über ein bilaterales Abkommen verhandelt, Pontes mit einem Sojus-Raumschiff zur Raumstation zu bringen. Am 5. September 2005 teilte Roskosmos mit, dass sich beide Seiten dahingehend verständigt hätten, dass der Brasilianer voraussichtlich im April 2006 an Bord eines Sojus-Raumschiffs zur ISS fliegen könne. Es würden lediglich einige Details offen sein, über die man die nächsten Wochen noch verhandele. Die zuständige zwischenstaatliche Kommission erklärte am 4. Oktober, der Vertrag sei jetzt unterschriftsreif und eine „vorläufige Vereinbarung“ sei unterzeichnet worden. Der brasilianische Präsident Lula da Silva besiegelte den 20-Millionen-Dollar-Vertrag schließlich während seines Moskau-Besuchs am 18. Oktober 2005.
Seit September 2005 trainierte Pontes im Sternenstädtchen bei Moskau für seinen einwöchigen Einsatz als Bordingenieur auf Sojus TMA-8. Zum Abschluss des Trainings am 8. Februar 2006 erklärte Pontes, dass ein wesentliches Handicap die Sprache sei – drei Monate seien einfach zu wenig, um eine Sprache zu beherrschen. Inzwischen könne er Russisch zwar verstehen, aber zum Antworten reiche es nicht. Er würde in einem Kauderwelsch antworten. Aber die Mannschaft hätte gelernt, einander zu verstehen.
Pontes’ Flug begann am 30. März 2006. Welche Bedeutung das Unternehmen für seine Heimat hatte, wird daraus ersichtlich, dass in der Fußballnation ein landesweit übertragenes Pokalspiel einfach unterbrochen wurde, um den Start live zu zeigen. Pontes seinerseits nahm neben der Landesflagge ein Trikot der brasilianischen Nationalelf und einen Fußball in den Nationalfarben mit. Nachdem Sojus TMA-8 zwei Tage später die ISS erreicht hatte, beinhaltete das Arbeitsprogramm des Südamerikaners acht Experimente. Pontes wurde auch die Ehre überlassen, als Erster die Raumstation zu betreten – danach folgten Pawel Winogradow und Jeff Williams. Nach einer Woche ging der Besuch des ersten Brasilianers auf der ISS zu Ende. Zusammen mit Waleri Tokarew und William S. McArthur (ISS-Expedition 12) kehrte er am 8. April zur Erde zurück.
Pontes und seine brasilianische Frau, die er 1985 kennenlernte, haben einen Sohn und eine Tochter.

## Politik
Am 1. Januar 2019 wurde er in der Regierung von Jair Bolsonaro als Wissenschaftsminister (Ministério da Ciência, Tecnologia, Inovações e Comunicações) vereidigt. Am 30. März 2022 schied er aus dem Kabinett aus. Pontes war bis 2018 Mitglied des Partido Socialista Brasileiro (PSB), später des Partido Social Liberal (PSL), seit 2022 des Partido Liberal (PL). Seit Januar 2023 ist er Senator für Sao Paulo.